# Conference League South 2011-2012
La Conference League South 2011-2012 è stata l'8ª edizione della seconda serie della Conference League. Rappresenta, insiema alla Conference League North, il sesto livello del calcio inglese ed il secondo del sistema "non-league". 

## Squadre partecipanti
| Squadra                    | Città                         | Stagione precedente                                             |
| -------------------------- | ----------------------------- | --------------------------------------------------------------- |
| Basingstoke Town           | Basingstoke                   | 13º posto in Conference League South                            |
| Boreham Wood               | Borehamwood                   | 14º posto in Conference League South                            |
| Bromley                    | Londra (Bromley)              | 11º posto in Conference League South                            |
| Chelmsford City            | Chelmsford                    | 4º posto in Conference League South                             |
| Dartford                   | Dartford                      | 10º posto in Conference League South                            |
| Dorchester Town            | Dorchester                    | 17º posto in Conference League South                            |
| Dover Athletic             | Dover                         | 7º posto in Conference League South                             |
| Eastbourne Borough         | Eastbourne                    | 23º posto in Conference League Premier, retrocesso              |
| Eastleigh                  | Eastleigh                     | 8º posto in Conference League South                             |
| Farnborough                | Farnborough                   | 2º posto in Conference League South                             |
| Hampton & Richmond Borough | Londra (Richmond upon Thames) | 18º posto in Conference League South                            |
| Havant & Waterlooville     | Havant                        | 9º posto in Conference League South                             |
| Maidenhead United          | Maidenhead                    | 19º posto in Conference League South                            |
| Salisbury City             | Salisbury                     | 3º posto in Southern Football League Premier Division, promosso |
| Staines Town               | Staines-upon-Thames           | 15º posto in Conference League South                            |
| Sutton United              | Londra (Sutton)               | 1º posto in Isthmian League Premier Division, promosso          |
| Thurrock                   | Purfleet (Essex)              | 20º posto in Conference League South                            |
| Tonbridge Angels           | Tonbridge                     | 2º posto in Isthmian League Premier Division, promosso          |
| Truro City                 | Truro                         | 1º posto in Southern Football League Premier Division, promosso |
| Welling United             | Londra (Bexley)               | 6º posto in Conference League South                             |
| Weston-super-Mare          | Weston-super-Mare             | 12º posto in Conference League South                            |
| Woking                     | Woking                        | 5º posto in Conference League South                             |

## Classifica finale
|  | Pos. | Squadra                | Pt | G  | V  | N  | P  | GF | GS | DR  |
|  | ---- | ---------------------- | -- | -- | -- | -- | -- | -- | -- | --- |
|  | 1    | Woking                 | 97 | 42 | 30 | 7  | 5  | 92 | 41 | +51 |
|  | 2    | Dartford               | 88 | 42 | 26 | 10 | 6  | 89 | 40 | +49 |
|  | 3    | Welling Utd            | 81 | 42 | 24 | 9  | 9  | 79 | 47 | +32 |
|  | 4    | Sutton Utd             | 74 | 42 | 20 | 14 | 8  | 68 | 53 | +15 |
|  | 5    | Basingstoke Town       | 71 | 42 | 20 | 11 | 11 | 65 | 50 | +15 |
|  | 6    | Chelmsford City        | 67 | 42 | 18 | 13 | 11 | 67 | 44 | +23 |
|  | 7    | Dover Athletic         | 66 | 42 | 17 | 15 | 10 | 62 | 49 | +13 |
|  | 8    | Boreham Wood           | 61 | 42 | 17 | 10 | 15 | 66 | 58 | +7  |
|  | 9    | Tonbridge Angels       | 57 | 42 | 15 | 12 | 15 | 70 | 67 | +3  |
|  | 10   | Salisbury City         | 57 | 42 | 15 | 12 | 15 | 55 | 54 | +1  |
|  | 11   | Dorchester Town        | 56 | 42 | 16 | 8  | 18 | 58 | 65 | -7  |
|  | 12   | Eastleigh              | 54 | 42 | 15 | 9  | 18 | 57 | 63 | -6  |
|  | 13   | Weston-super-Mare      | 51 | 42 | 14 | 9  | 19 | 58 | 71 | -13 |
|  | 14   | Truro City             | 48 | 42 | 13 | 9  | 20 | 65 | 80 | -15 |
|  | 15   | Staines Town           | 46 | 42 | 12 | 10 | 20 | 53 | 63 | -10 |
|  | 16   | Farnborough (-5)       | 46 | 42 | 15 | 6  | 21 | 52 | 79 | -27 |
|  | 17   | Bromley                | 45 | 42 | 10 | 15 | 17 | 52 | 66 | -14 |
|  | 18   | Eastbourne Borough     | 45 | 42 | 12 | 9  | 21 | 54 | 69 | -15 |
|  | 19   | Havant & Waterlooville | 44 | 42 | 11 | 11 | 20 | 64 | 75 | -11 |
|  | 20   | Maidenhead Utd         | 37 | 42 | 11 | 10 | 21 | 49 | 74 | -25 |
|  | 21   | Hampton & Richmond     | 42 | 42 | 10 | 12 | 20 | 53 | 69 | -16 |
|  | 22   | Thurrock               | 26 | 42 | 5  | 11 | 26 | 33 | 84 | -51 |

Legenda:
      Promosso in Conference League Premier 2012-2013.
  Ammesso ai play-off.
      Retrocesso in Isthmian League Premier Division 2012-2013.
Regolamento:
Tre punti a vittoria, uno a pareggio, zero a sconfitta.
In caso di arrivo di due o più squadre a pari punti, la graduatoria viene stilata secondo i seguenti criteri:
- differenza reti
- maggior numero di gol segnati

Note:

Il Farnborough è stato sanzionato con 5 punti di penalizzazione per irregolarità finanziarie.

## Spareggi

### Play-off

#### Tabellone
|  | Semifinali | Semifinali       | Semifinali | Semifinali | Semifinali |  |  | Finale | Finale      | Finale |  |
|  |            |                  |            |            |            |  |  |        |             |        |  |
|  | 5          | Basingstoke Town | 0          | 1          | 1          |  |  |        |             |        |  |
|  | 2          | Dartford         | 1          | 2          | 3          |  |  | 2      | Dartford    | 1      |  |
|  | 4          | Sutton Utd       | 1          | 0          | 1          |  |  | 3      | Welling Utd | 0      |  |
|  | 3          | Welling Utd      | 2          | 0          | 2          |  |  |        |             |        |  |